# Spominski znak Medvodje 1991
Spominski znak Medvodje 1991 je spominski znak Slovenske vojske, ki je bil ustanovljen 20. septembra 2006.

## Upravičenci
Spominski znak Medvodje 1991 se lahko podeli pripadnikom TO RS, ki so sodelovali pri zavzetju stražnice Medvodje.

## Opis
Spominski znak Medvodje 1991 ima obliko ščita iz poznogotskega obdobja, visok je 35 mm in v najširšem delu širok 30 mm. Kovan je iz 2 mm debelega bakra, pozlačen, pobarvan in prevlečen s prozornim poliestrskim emajlom. V zgornjem delu znaka je na svetlo zeleni podlagi 4 mm velik napis MEDVODJE, v osrednjem je znak Slovenske vojske, v spodnjem delu pa je 3,5 mm velik napis 28. VI. - 29. VI. 1991. Napisi na znaku, obrobe in črte med barvami so pozlačeni in polirani.
Vsak znak je na zadnji strani oštevilčen in ima priponko

## Nadomestne oznake
Nadomestna oznaka je modre barve z zlatim lipovim listom, ki ga križa puška.

## Nosilci
- seznam nosilcev spominskega znaka Medvodje 1991